# Chiesa dello Spirito Santo (Paternò)
La chiesa dello Spirito Santo è un luogo di culto cattolico di Paternò, sede dell'omonima parrocchia.

## Storia
In esecuzione della volontà testamentaria la fondazione Opera Michelangelo Virgillito iniziava l'iter procedurale, tramite la Curia Arcivescovile di Catania, per l'assegnazione di un'area edificabile che venne assegnata il 6 aprile del 1994. Pertanto il Comune di Paternò, concedeva all'arcidiocesi di Catania il diritto di superficie per la realizzazione di un edificio da destinare ad attività religiose. Dopo diversi anni passati nel prefabbricato del viale Kennedy (oggi la chiesa del Sacro Cuore di Gesù), la parrocchia si apprestava all'arrivo di una nuova sede.
Il 24 aprile del 1998 il sindaco di Paternò Grazia Maria Ligresti rilasciava la concessione per la costruzione della chiesa dello Spirito Santo in favore del presbitero Domenico Evola, legale rappresentante della Curia Arcivescovile di Catania, parroco della parrocchia dello Spirito Santo.
Dopo tanti anni la chiesa viene finalmente ultimata ed inaugurata solennemente l'11 ottobre nell'anno del Grande Giubileo del 2000 dall'arcivescovo Luigi Bommarito.
L'anno successivo arriva un altro dono della Fondazione: l'immenso organo, inaugurato dal maestro organista Francesco Finotti.

## Descrizione

### Architettura
Il complesso parrocchiale dello Spirito Santo si presenta in stile moderno. Esso è costituito dalla chiesa, situata al centro, da un lungo portico, lungo il perimetro del complesso, dalla canonica e dal campanile.
La chiesa, di forma ellittica, è preceduta da un ampio sagrato ed è, esternamente, priva di elementi decorativi ad eccezione di una fila di aperture quadrate poste nella parte superiore della parete. L'interno della chiesa presenta un deambulatorio separato dall'ambiente centrale da pilastri quadrangolari e sovrastato da una tribuna ad eccezione dell'area fondale; questa, infatti, è adibito ad abside ed ospita il presbiterio, rialzato di alcuni gradini rispetto al resto della chiesa. Il presbiterio accoglie l'altare, al centro, la sede, alle sue spalle, l'ambone, sulla sinistra, ed è dominato da un crocifisso scolpito. In un locale lungo il deambulatorio, sul fianco destro della chiesa, vi è il fonte battesimale, fatto in modo tale da permettere il battesimo sia per infusione, sia per immersione.

### Organo a canne
Sulla cantoria in controfacciata, si trova l'organo a canne Helios, costruito nel 2001 dalla ditta organaria tedesca Glatter-Götz Orgelbau su progetto di Francesco Finotti.
Lo strumento, a trasmissione mista, meccanica per i manuali e il pedale, elettrica per i registri, ha due tastiere (Grand'Organo, la prima, di 61 note; Espressivo, la seconda, di 73 note) e una pedaliera di 32 note. Le canne sono in totale 1504 e formano 18 registri.